# Cù lao Tào
Cù lao Tào là một đảo nhỏ gần bờ, nằm trong vịnh Gành Rái về phía đông thuộc địa phận phường Thắng Nhất, thành phố Vũng Tàu, tỉnh Bà Rịa – Vũng Tàu, Việt Nam.

## Địa lý
Đảo có hình thon dài từ bắc xuống nam, cách bờ 350 mét, diện tích 20,0 ha (0,2 km²). Đảo được quản lý bởi chính quyền Thành phố Vũng Tàu.
Đảo được sử dụng làm kho chứa xăng dầu lớn, công suất 150.000 m³, có vai trò trữ xăng dầu từ nhà máy lọc dầu Dung Quất, sau đó chuyển đi phân phối ở khu vực Nam Bộ.